# Третье еврейское кладбище (Одесса)
Третье еврейское кладбище  —  расположено в самом начале Киевской трассы. Площадь — около 23 га. Основано в 1905-м году. В начале XX века на еврейских кладбищах Одессы уже было недостаточно мест для захоронений. И потому постановлением Одесской городской думы №12 от 27 июня 1905 года разрешено было отвести под 3-е Еврейское кладбище 11 десятин 286 квадратных саженей городской земли у села Кривая балка. Так же, как и на недавно открытом неподалёку 3-м Христианском кладбище, здесь планировали хоронить представителей бедного сословия города. Сразу было оговорено, что 80% отведённой земли будет использовано для бесплатных погребений. При этом рядом оставили более 22 десятин не застроенной земли для дальнейшего расширения еврейского некрополя. В том же году кладбище начало функционировать.
Насчитывает около 50 тысяч захоронений. Ныне захоронения редки так как многие евреи покинули Украину.
На Третье еврейское кладбище с уничтоженного Второго еврейского кладбища перенесли несколько частных захоронений и Мемориал жертв погрома 1905 года, могилы одесских раввинов. Есть отдельные участки для захоронения караимов и ромов.
22 февраля 2007 неонацисты-антисемиты осквернили свастикой и подкрашивали глаза на от 300 до 1000 памятниках. Правительство США призвало провести тщательное расследование актов вандализма.
Похороны на данном кладбище проводятся по всем еврейским религиозным традициям. Ныне одесских евреев хоронят на данном кладбище, на секции Таировского кладбища и на Втором интернациональном кладбище (напротив уничтоженного Второго еврейского).